# Bölcső-hegyi-barlang
A Bölcső-hegyi-barlang a Duna–Ipoly Nemzeti Parkban található Pomázon lévő egyik barlang. Magyarország vulkanikus kőzetben kialakult legmélyebb barlangja. Turista útikalauzokban is szerepel.

## Leírás
Pomáz külterületén, a Bölcső-hegy D-i előcsúcsán, 545 m tszf. magasságban van a bejárata. Bejárata kb. 0,5 m széles, tölcsérszerűen bemélyedő, szabálytalan alakú nyílás. A Lajos-forrástól a piros négyzet jelzést követve kell elindulni D felé, és ezen az úton kb. 900 m-t kell menni addig, amíg az út ÉNy-ra kezd kanyarodni. Itt egy jelzetlen, de sűrűn járt, jól karbantartott, É-ra tartó útra letérve felfelé kell menni kb. 300 m-t, az első vízszintes területig. Itt kb. 20–30 m-es körzetben kutatva megtalálható a barlang bejárata. Bejárata jelölve van turistatérképeken gödör jellel.
1996-ban volt először Bölcső-hegyi-barlangnak nevezve a barlang az irodalmában. Előfordul a barlang az irodalmában Bölcső-hegyi-aknabarlang (Eszterhás 1989), Bölcsőhegyi aknabarlang (Bertalan 1958), Bölcső-hegyi-zsomboly (Bertalan, Schőnviszky 1976), Bölcső-hegyi zsomboly (Bertalan 1976), Kolevkai-barlang (Bertalan, Schőnviszky 1976), Kolevkai-sziklaüreg (Kordos 1984), Kolevkai sziklaüreg (Bertalan 1976), Kolevki sziklaüreg (Bertalan 1958), Lom-hegyi-barlang (Eszterhás, Szabó, Szilvay, Tinn 1996), Lom-hegyi-zsomboly (Mezei 1967), Lomhegyi-zsomboly (Kordos 1984) és Lomhegyi zsomboly (Bertalan 1958) neveken is.

## Kutatástörténet
A Turistaság és Alpinizmus 1929. augusztus 1-i számában az van írva, hogy a Gyopár Turista Egyesület barlangkutatóira szép feladatok várnak a nemrég felfedezett bölcső-hegyi (kolevka) barlang feltárásánál. Az Ujság 1929. december 7-i számából az tudható meg, hogy a Gyopár TE kirándulást szervezett és ez a Szentendre és Pomáz közötti kirándulás érintette a Kolevkai barlangot. A Turisták Lapja 1937. évi évfolyamában lévő összeállításban meg van említve, hogy az összeállításban ismertetett barlangokon kívül természetesen van még a Pilis hegységben több kisebb üreg, pl. a Kolevkán, amelyet a Gyopár Turista Egyesület tagjai szeretnének feltárni. Az 1956. évi Karszt- és Barlangkutatási Tájékoztatóban az van írva, hogy az Élelmiszeripari Minisztérium Kinizsi SK Barlangkutató Csoportjának egyik munkaterületei voltak a Bölcső-hegyi zsombolyok.
Az 1958. évi Karszt- és Barlangkutatási Tájékoztatóban szó van arról, hogy a Kolevki sziklaüreg (Bölcsőhegyi aknabarlang, Lomhegyi zsomboly) kb. 15 m hosszú és kb. 6–8 m mély sziklaüreg. A Bölcső-hegy lábánál, Kovács Balázs erdejében van az andezittufában keletkezett barlang. Az ismertetés Albert Béla 1944-ben történt közlése alapján lett írva. Később Láng Gábor kutatta. Az 1967-ben kiadott Pilis útikalauz szerint a Ságvári turistaház felett emelkedő Bölcső-hegytől Ny-ra, a Lom-hegy gerincén lévő bokrok sűrűjében van a Lom-hegyi-zsomboly tölcsérszerűen bemélyedő nyílása. Andezittufában keletkezett 6–8 m mély üreg.
Az 1968–1971. évi Karszt- és Barlangkutatásban meg van említve, hogy a Pilis hegységben, a Bölcső-hegy durvaszemcsés andezittufájában, ÉK–DNy irányú hasadék mentén található az üreg. A Kolevka-rock-cavity 20 m-es és kürtő jellegű. Az 1974-ben megjelent Pilis útikalauz című könyvben, a Pilis hegység és a Visegrádi-hegység barlangjainak jegyzékében (19–20. old.) meg van említve, hogy a Pilis hegység és a Visegrádi-hegység barlangjai között van a Lom-hegyi-zsomboly. A Visegrádi-hegység barlangjait leíró rész Lom-hegyi-zsombolyról szóló leírása megegyezik az 1967-ben kiadott útikalauz Bölcső-hegyi-barlangot bemutató leírásával. A Bertalan Károly és Schőnviszky László által összeállított, 1976-ban megjelent Magyar barlangtani bibliográfia barlangnévmutatójában meg van említve a Pilis hegységben lévő barlang Bölcső-hegyi- (Kolevkai) -zsomboly néven Kolevkai-barlang és Bölcső-hegyi-zsomboly névváltozatokkal. A barlangnévmutatóban meg van említve 1 irodalmi mű, amely foglalkozik a barlanggal.

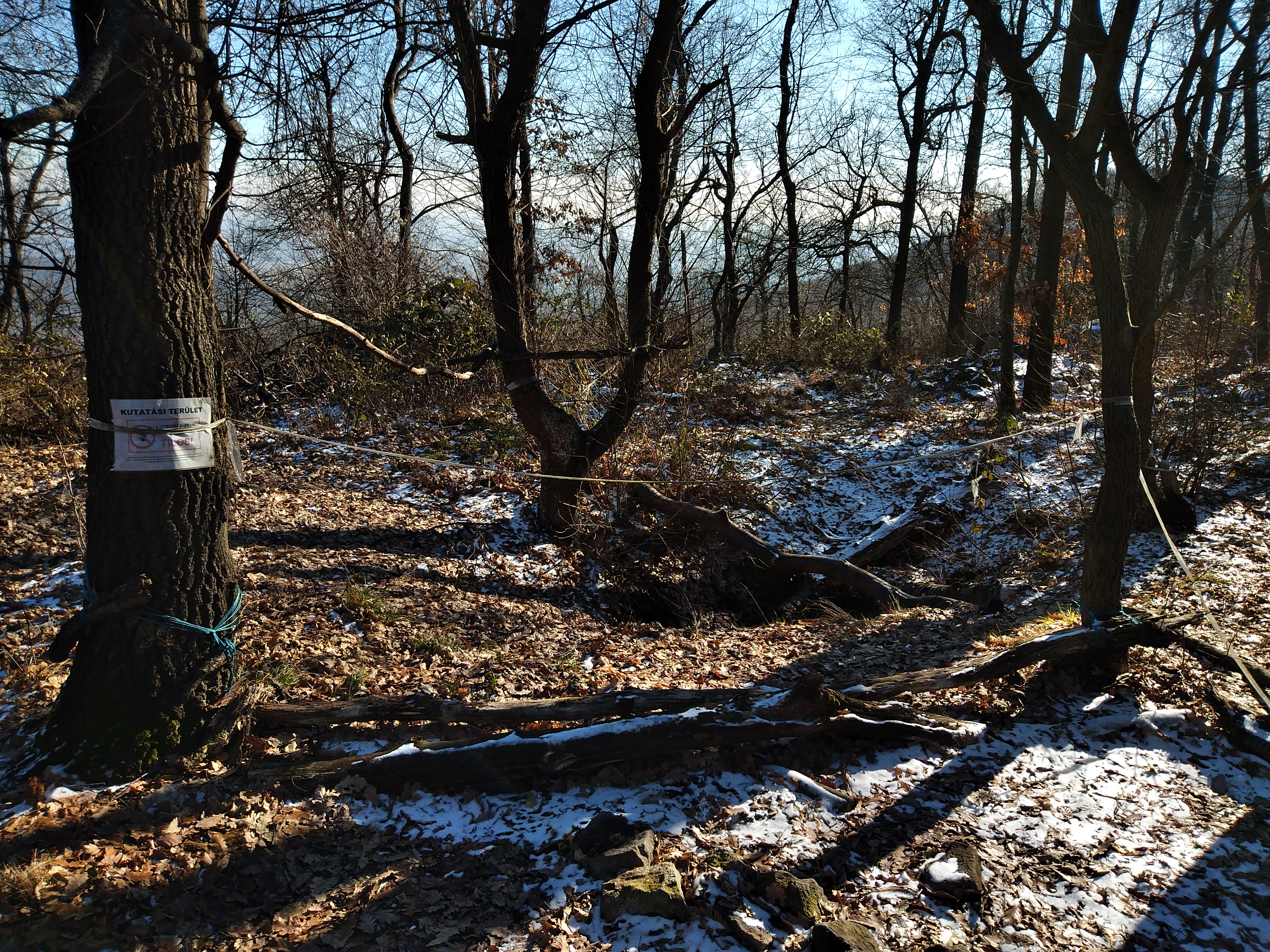
A Bölcső-hegyi-barlang bejárata

Az 1976-ban befejezett és Bertalan Károly által írt kéziratban az olvasható, hogy a Visegrádi-hegységben és a Pilis hegységben, Pomázon helyezkedik el a Bölcső-hegyi zsomboly, amelynek további nevei Lomhegyi zsomboly és Kolevkai sziklaüreg. A Bölcső-hegy D-i előcsúcsán, az 534-es nyeregponttól D-re, a turistaút K-i oldalán, az úttól 10 m-re, 545 m tszf. magasságban van a bejárata. Bejárata kb. 0,5 m széles, tölcsérszerűen bemélyedő, szabálytalan alakú nyílás. A barlang kb. 15 m hosszú és 8 m mély. A tektonikus hasadékbarlang törésvonal mentén jött létre. A kézirat üreget ismertető része 2 irodalmi mű alapján lett írva. Az 1984-ben megjelent Magyarország barlangjai című könyv országos barlanglistájában szerepel a barlang Bölcső-hegyi-zsomboly néven Lomhegyi-zsomboly és Kolevkai-sziklaüreg névváltozatokkal a Szentendre–Visegrádi-hegység barlangjai között. A listához kapcsolódóan látható a Dunazug-hegység barlangjainak földrajzi elhelyezkedését bemutató 1:500 000-es méretarányú térképen a barlang földrajzi elhelyezkedése.
Az 1986-ban napvilágot látott Magyarország régészeti topográfiája című könyvben az van írva, hogy a Pomázon található Kolevka-hegy magnetit-vasérc tartalmú. A hegy a 23/18. számú lelőhely (bánya, középkor?, telep, La Tène). Sashegyi Sándor a hegy felső platóján felfedezett egy őskorinak vélt bányaaknanyílást. 28 m mélységig tudta megfigyelni az aknát, amely labirintusszerű és nem teljesen függőleges. Sashegyi Sándor úgy gondolta, hogy a környéken van néhány olyan akna és táró, amelyek el vannak tömődve. Egy késő kelta szürke táltöredéket gyűjtött az aknanyílás közvetlen közelében. Ennek ellenére nem valószínű, hogy az akna őskori. Az akna minden bizonnyal középkori. Scherf Emil is meglátogatta a lelőhelyet Sashegyi Sándorral. Scherf Emil szerint az akna minden bizonnyal ércbányászat miatt lett kialakítva, de nem tartja valószínűnek, hogy a magnetitben gazdag (ezért kohászatra alkalmas) tufa nagy mennyiségben előfordul Pomáz környékén. Ugyaninnen előkerült néhány tál- és urnatöredék, amelyek késő kelták (Szentendrei Ferenczy Múzeum 79.35.1–2). A lelőhelyen Kovács Györgyné (Budakalász) néhány késő kelta szürke cserepet és salakdarabokat fedezett fel (a leleteket gyűjteményében őrzi). A kiadványban van egy Pomáz térkép, amelyen megfigyelhető a Kolevka-hegy földrajzi elhelyezkedése. A térképen 18-as számmal van jelölve a lelőhely.
Eszterhás István Magyarország nemkarsztos barlangjainak listája című kéziratában az olvasható, hogy a Visegrádi-hegységben, a 4900-as barlangkataszteri területen, Pomázon lévő Kolevkai-sziklaüreg (Bölcső-hegyi-aknabarlang, Lom-hegyi-zsomboly) andezittufában alakult ki. A barlang 15 m hosszú és 8 m mély. A listában meg van említve az a Magyarországon, nem karsztkőzetben kialakult, létrehozott 220 objektum (203 barlang és 17 mesterséges üreg), amelyek 1989. év végéig váltak ismertté. Magyarországon 7 barlang keletkezett andezittufában. Az összeállítás szerint Kordos László 1984-ben kiadott barlanglistájában fel van sorolva 119 olyan barlang is, amelyek nem karsztkőzetben jöttek létre.
Az 1991-ben napvilágot látott útikalauzban meg van ismételve az 1967-es útikalauzban lévő barlangismertetés. A Kárpát József által írt 1991-es összeállításban meg van említve, hogy a pomázi Bölcső-hegyi-zsomboly 15 m hosszú és 6 m mély. Az Eszterhás István által 1992-ben írt összeállítás szerint nem karsztbarlangok Magyarországon pl. andezittufában vannak (pl. Kolevkai-sziklaüreg). Az Eszterhás István által írt Magyarország nemkarsztos barlangjainak lajstroma című, 1993-ban készült kéziratban az olvasható, hogy a Visegrádi-hegységben, a 4900-as barlangkataszteri területen, Pomázon található a Kolevkai-sziklaüreg. Az andezittufában keletkezett barlang 15 m hosszú és 8 m mély. Az összeállításban fel van sorolva az a Magyarországon, nem karsztkőzetben kialakult, létrehozott 520 objektum (478 barlang és 42 mesterséges üreg), amelyek 1993 végéig ismertté váltak. Magyarországon 8 barlang, illetve mesterségesen létrehozott, barlangnak nevezett üreg alakult ki, lett kialakítva andezittufában. A Visegrádi-hegységben 33 barlang jött létre nem karsztkőzetben.
A Troglonauta Barlangkutató Csoport 1993. évi jelentéséből az tudható meg, hogy a Bölcső-hegyi-zsomboly további nevei Bölcső-hegyi-aknabarlang, Lom-hegyi-zsomboly és Kolevkai sziklaüreg. A Kolevka név Ézsiás György számára ismeretlen. A Holdvilág-árok a két szomszédos hegyig, a Lom-hegyig és a Bölcső-hegyig húzódik fel. Mivel a leírók (nem tudni miért) összekeverik a két hegyet, többféle helymeghatározás született. A Bölcső-hegy lábánál, Kovács Balázs erdejében (az elnevezés Ézsiás György számára ismeretlen) helyezkedik el. Albert Béla közlése 1944-ből, újabban Láng Gábor kutatta (1968). A Bölcső-hegytől Ny-ra, a Lom-hegy gerincén, bokrok sűrűjében, tölcsérszerű, bemélyedő nyílás. 6–8 m mély, andezittufában létrejött, tektonikus üreg.
A Bölcső-hegy D-i előcsúcsán, az 534-es nyeregponttól (?) D-re, a turistaút K-i oldalán, az úttól 10 m-re van. 0,5 m széles, tölcsérszerűen bemélyedő, szabálytalan nyílás. 15 m hosszú, 8 m mély és 545 m tszf. magasságban található. Törésvonal mentén kialakult, tektonikus hasadékbarlang. Lehet, hogy több barlang van? A csoport tagjai a Lom-hegyen és a Bölcső-hegyen 6 napig keresték. Nagyon jó, kellemes túrákat tettek télen-nyáron, már hagyománnyá vált a Lom-hegyi-zsombolyt kereső túra, de egy pici lyukat sem találtak a hegyekben. A harmadik, legkorrektebb, mostanában beszerzett leírás helyén még nem keresték. A barlangismertetés 5 irodalmi mű alapján lett írva.
Az 1994-ben megjelent Lychnis. Szemelvények a vulkáni kőzetekben keletkezett barlangok kutatásáról című kiadvány szerint a Magyarországon lévő olyan barlangok között, amelyek vulkanikus kőzetben jöttek létre, az 1994. nyári állapot alapján a 32. leghosszabb a Kolevkai-sziklaüreg (Pomáz). A barlang andezuttufában alakult ki, 15 m hosszú és 8 m mély. A Vasas-szakadék I.sz.barlang (29. leghosszabb), a Vasas-szakadék IV.sz.barlang (30. leghosszabb) és a Vasas-szakadék melletti barlang (31. leghosszabb) is 15 m hosszúak. Magyarországon 489, a Visegrádi-hegységben pedig 33 barlang található nem karsztkőzetben. Magyarországon 8 barlang alakult ki andezittufában.
Az MKBT Vulkánszpeleológiai Kollektívájának 1996. évi évkönyvében szó van arról, hogy 1937-ben jelent meg a szakirodalomban a Kolevkai-barlang (Bölcső-hegyi-barlang, Lom-hegyi-barlang) említése. A barlang későbbi azonosításával mindig gondok voltak. A Kolevkai-sziklaüreg (Bölcső-hegyi-barlang) Pomázon, a Karolina-árokban helyezkedik el. 15 m hosszú és 8 m mély. A Kolevkai-sziklaüreg másik nevei Bölcső-hegyi-zsomboly és Lom-hegyi-zsomboly. A barlangot több szerző leírása alapján ismertette Eszterhás István. Az utóbbi időben nem sikerült megtalálni, mert a különböző említések egymástól eltérően határozzák meg földrajzi elhelyezkedését. Jó volna ellenőrizhető adatokkal megállapítani, hogy hol van.
A különböző írások szerint helye: a Bölcső-hegy lábánál, Kovács Béla erdejében. A Bölcső-hegy D-i előcsúcsán, az 534-es nyeregponttól Ny-ra. A Lom-hegy gerincén, bokrok sűrűjében. A különféleképp megadott méretek: 15 m hosszú és 8 m mély, 7,5 m mély, 28 m mély. De mindegyik említő tufában kialakult tektonikus üregnek, hasadéknak írta le. A kéziratban fel van sorolva 7 irodalmi mű, amelyek említik a barlangot. A 2001. november 12-én készült Magyarország nemkarsztos barlangjainak irodalomjegyzéke című kézirat barlangnévmutatójában szerepel a barlang Kolevkai-sziklaüreg néven. A barlangnévmutatóban fel van sorolva 17 irodalmi mű, amelyek foglalkoznak a barlanggal. A 364. és a 458. tételek nem említik, a 363. és a 457. tételek említik.

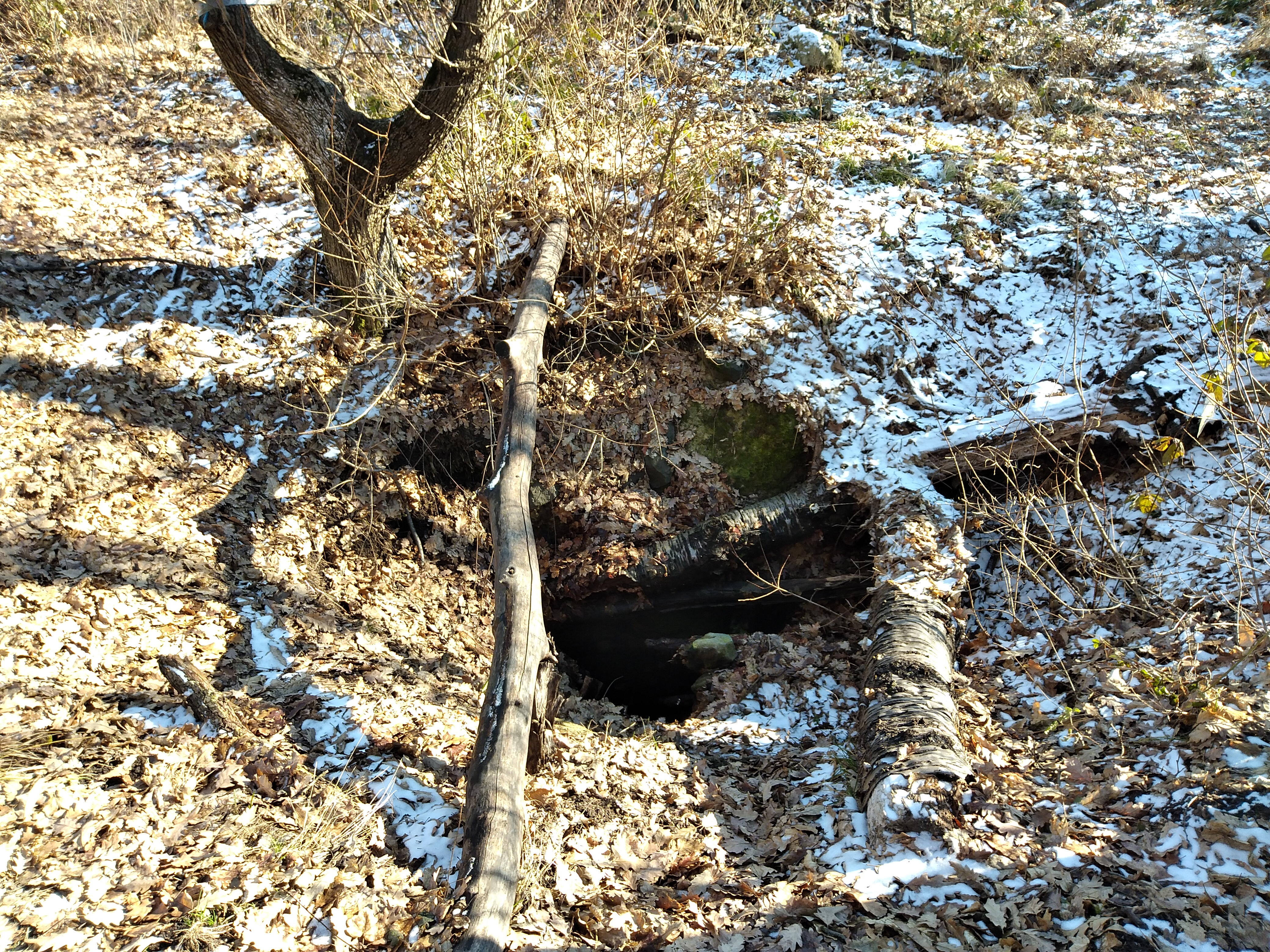
A Bölcső-hegyi-barlang bejárata

2012. március 29-én Lezsák Domonkos jelentette a Duna–Ipoly Nemzeti Park Igazgatóságnak, hogy a Lajos-forrás közelében találtak egy víznyelőt, melynek nyílása egy kb. 5 m átmérőjű kráterszerű tölcsér alján van. GPS-koordináta: é. sz. 47° 41′ 05″, k. h. 18° 58′ 50″47.684722°N 18.980556°E. Nincs jelezve, körbekerítve, ezért veszélyes, viszont szép természeti jelenség, amit biztos sokan megtekintenének. Kérte, hogy a kirándulók figyelmét hívják fel a víznyelőre, vagy korláttal kerítsék körbe a víznyelőt. 2012. április 24-én Rostás Imre és Lampérth Gyula felmérték a barlangot és a felmérés alapján készítettek hosszmetszet térképet keresztmetszettel.
Mocsári Attila 2012-ben készült kéziratában az van írva, hogy 2012 márciusában azonosítva lett a Visegrádi-hegységben a Kolevkai-sziklaüreg. Korábban nem találták meg a barlangot. Most látták a barlang bejáratát és lefényképezték azt, valamint térképen jelölve lett földrajzi elhelyezkedése, de a barlangba nem tudtak bemenni. A Kolevkai-sziklaüreg már meglehetősen régen említve volt az irodalomban. A kolevka, vagyis koliska szó szlovákul bölcsőt jelent. A barlang nevének több szinonimája van: Bölcső-hegyi-aknabarlang, Bölcső-hegyi-barlang, Bölcső-hegyi-zsomboly, Lom-hegyi-zsomboly. Első említője Schőnviszky László volt, aki 1937-ben említette a barlangot. Ő később, 1975-ben a következőket írta a barlangról egy kéziratban:
A Bölcső-hegy D-i előcsúcsán, az 534-es nyeregponttól D-re, 545 m magasságban lévő kis behorpadásból nyílik. A szabálytalan alakú kis nyílás kb. 0,5 m széles, a függőleges hasadék 7 1/5 m után ér feneket, ahonnan a törés irányában egy kisebb kapun keresztül pár méter széles terembe lehet jutni, amely fokozatosan elszűkülő néhány méteres hasadékban végződik. Piroxén, valamint piroxénandezittufa törésvonala mentén keletkezett tektonikus hasadékbarlang. Bertalan Károly 1958-ban azt írta róla, hogy kb. 15 m hosszú, kb. 6–8 m mély sziklaüreg andezittufában, a Bölcső-hegy lábánál, Kovács Balázs erdejében. Láng Gábor kutatta újabban.
Mocsári Attila 1990 előtt találta meg, de csak arra emlékezett, hogy a Dobravoda és a Kolevka gerincén nyílik. Ennek ellenére 2012. március 17-én könnyen rátalált. A Lajos-forrástól a piros négyzet jelzést követve kell elindulni D felé, és ezen az úton kb. 900 m-t kell menni addig, amíg az út ÉNy-ra kezd kanyarodni. Itt egy jelzetlen, de sűrűn járt, jól karbantartott, É-ra tartó útra letérve felfelé kell menni kb. 300 m-t, az első vízszintes területig. Itt kb. 20–30 m-es körzetben kutatva megtalálható a barlang bejárata. A függőleges lyukba mindig hullanak gallyak, falevelek és kövek, de az üreg nem tömődik el. Ezért aktív, nagy mennyiségben nyeli az anyagot.

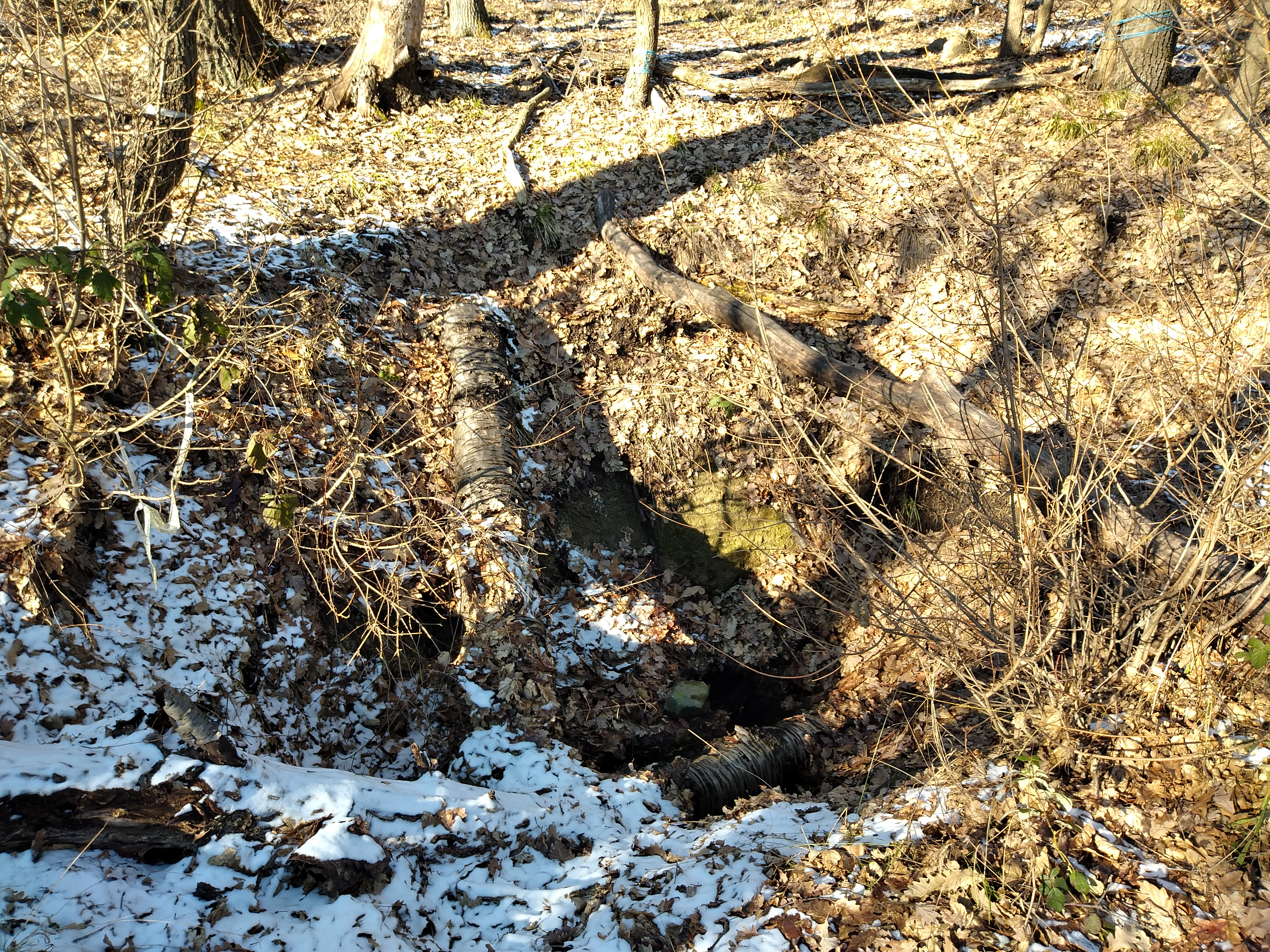
A Bölcső-hegyi-barlang bejárata

Az üreg nem nézett ki nagynak, de gyenge egészségi állapota miatt és kötél hiányában nem mert beleereszkedni. Lefényképezte a bejáratot a könnyebb azonosításhoz. Mocsári Attila dolgozatának kézhez vétele után Eszterhás István beszélt Egri Csabával, és kérte, hogy nézzen utána a régóta sikertelenül keresett Kolevkai-sziklaüregnek. Egri Csaba azt válaszolta e-mailban, hogy nemrég sikerült a barlangot azonosítani és bejárni. A térképe még nem készült el, csak egy vázlat, de a barlang bejárásáról küldött néhány fényképet is. Ezek közül a legjellemzőbbek mellékelve lettek Mocsári Attila tanulmányához.
A dolgozatban van egy 1:30.000 méretarányú helyszínrajz, amelyen a Kolevka-hegy barlangjának földrajzi elhelyezkedése látható. A helyszínrajzot 2012-ben Mocsári Attila készítette. A kéziratba bekerült a barlang hosszmetszet térképvázlata (2012-es Rosti térképvázlat). A vázlatrajz 2012. május 30-án Egri Csabától érkezett. A tanulmányban van 5 színes fénykép, amelyek a barlangot mutatják be. Az elsőn a barlang bejárati aknája figyelhető meg (Mocsári Attila fényképe). A másodikon a barlangba való leereszkedés előtti pillanat látható. A harmadikon a barlang hasadékfolyosójának mennyezetén pihenő denevérek láthatók. A negyediken a barlang terme van megörökítve. Az ötödiken a bejárati aknán történő felmászás figyelhető meg. Az utolsó 4 fényképet Egri Csaba készítette.
A 2014. évi Karsztfejlődésben megjelent tanulmányban az olvasható, hogy a Visegrádi-hegység 11. leghosszabb barlangja a 15 m hosszú és 8 m mély Kolevkai-sziklaüreg (Pomáz). A Bölcső-hegy (Kolevka vrch) D-i részén lévő, andezitagglomerátum és andezittufa határán kialakult barlang tektonikus barlang. Ehhez nagyon hasonló a Hársas-zsomboly. A hegység aknabarlangjaiban, pl. a Kolevkai-sziklaüregben vastag az avar és száraz ágak alkotta kitöltés. A Visegrádi-hegység 101 barlangjának egyike a kb. 15 m hosszú és 8 m mély barlang. A publikációhoz mellékelt, a Visegrádi-hegység 10 m-nél hosszabb barlangjainak elhelyezkedését bemutató ábrán látható a barlang földrajzi elhelyezkedése. A helyszínrajzot Eszterhás István szerkesztette. A tanulmányba bekerült egy színes fénykép (2. kép), amelyen a tektonikus repedés által keletkezett Bölcső-hegyi-barlang egyik része figyelhető meg.

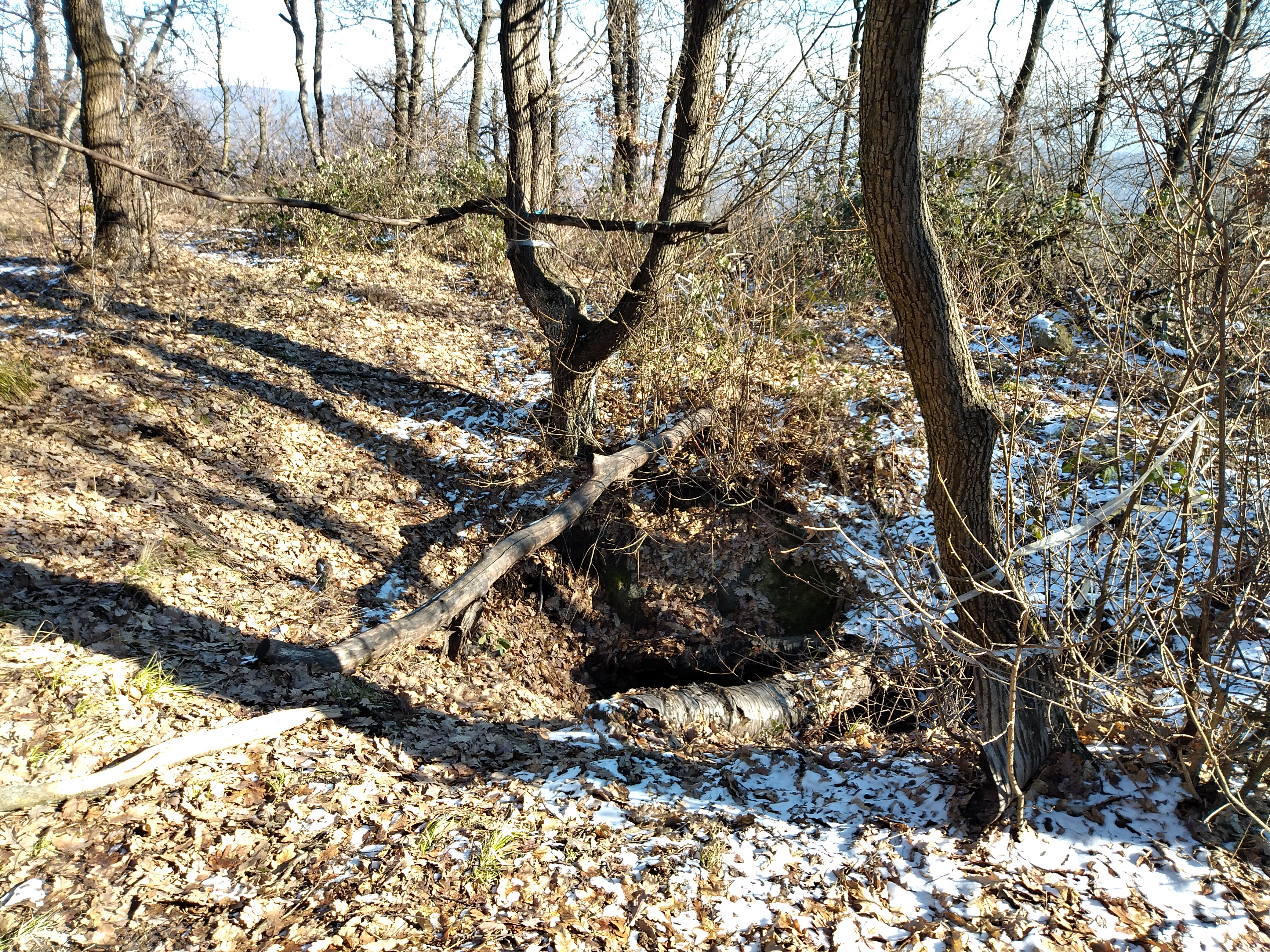
A Bölcső-hegyi-barlang bejárata

A 2015. november 6-án írt Bejelentés régészeti leletek felfedezéséről című kéziratban arról van szó, hogy a 2015 januárjában észlelt huzat miatt határozta el a Szent Özséb Barlangkutató Egyesület, hogy feltáró kutatásba kezd további barlangrészek felfedezése miatt. Ennek a kutatásnak 2015 augusztusában egy 20 m-rel mélyebbre vezető, ferdén lejtő, folyosószerű hasadék lett az eredménye. A felfedezéssel a barlang keletkezésére is fény derült, mert így egyértelműen látszik, hogy a barlang tulajdonképpen egy hasadékból áll, tehát áltektonikus kőzetmozgáskor vetődéssel jöhetett létre. Az üreg valószínűleg nem mesterséges eredetű és nem konzekvenciabarlang a jelenlegi tapasztalatok szerint.
A leletek (cseréppipa, kovácsolt szögek, kerámia-darabkák, őrlőkő, vékony, ismeretlen anyaggal bevont üvegszilánk, valamint lemezesen szétváló, rozsdásodott véső) helyzete nem jelenti azt, hogy a barlangot a történelem során látogatták, valamint használták volna, mert azok a bejárati aknán beesve és a kitöltését alkotó kőtömbök között behullva is bejuthattak. Biztos, hogy korábban sokkal kisebb volt a barlang feltöltöttsége, ezért régen akár nyitott is lehetett az augusztusban felfedezett rész. A bejárati akna kitöltésében lévő sok (nem feltétlenül régészeti leletnek minősülő) kovácsolt szög akár arra is utalhat, hogy a bejárati akna járhatóvá tételéhez egykor falétra volt a barlangban.
Telefonon felvette az egyesület a kapcsolatot a leletek megtekintése miatt a Pest Megyei Múzeumok Igazgatóságával (PMMI), majd Repiszky Tamással is. A Ferenczy Múzeumnak át lettek adva a leletek. Mivel a barlang nyitott, abba bárki (akinek van kapaszkodókötele) le tud menni, így tartani kell a lelőhely kifosztásától. Indokolt a barlang műszaki lezárása, amely még életvédelmi szempontból, a kutatás megkönnyítése miatt és a denevérek védelmének érdekében is szükséges lenne. A kézirathoz mellékelve lett 6 színes fénykép, amelyek közül négyen a barlangból előkerült leletek, az egyiken a barlang bejárata és egy fényképen a bejárati akna látható.
A Szent Özséb Barlangkutató Egyesület 2015. évi jelentése szerint a Bölcső-hegyi-barlangra az egyesület figyelmét Szenthe István hívta fel. Az egyesület 2015. január környékén kereste meg a barlangot és azt tapasztalta, hogy az aknából a meleg levegő érezhetően áramlik fel, sőt halvány gőzölgés is látható volt. A tagok megtalálták a barlangban a huzat forrását. A huzatot Szenthe István nem említette. 2015. augusztus 21-én az egyesület elkészítette a barlang hosszmetszet térképét, amely az egyesület által végzett felmérésen alapul. A felmérés szerint a barlang 33 m mély. Az egyesület 2017-ben nem járt a barlangban. A 2017. április 25-i Magyar Időkben szó van arról, hogy a Visegrádi-hegység gazdag barlangokban, amelyek közül legjelentősebb a 30 m mély Bölcső-hegyi-barlang.

## További irodalom
- Eszterhás István: Vulkánszpeleológia. A Magyar Karszt- és Barlangkutató Társulat tanfolyami jegyzete. Budapest, 1994. 49 old.
- Incze Attila: Ércesedési nyomok vizsgálata a Visegrádi-hegységben. Kézirat, szakdolgozat a JATE-n, Szeged. 1990.
- Sashegyi Sándor: Pomáz, Kolevka-hegy (1953. évi ásatás). Kézirat, 1953. (A kézirat megtalálható a MNM Régészeti Adattárában, 139. P. II.)
- Scherf Emil jelentése. Kézirat. SZFM Adattára 656. (A kézirat megtalálható a szentendrei Ferenczy Múzeumban.)
- –: SZFM Adattára 36. Kézirat. (A kézirat megtalálható a szentendrei Ferenczy Múzeumban.)
- –: SZFM Adattára 1753. Kézirat. (A kézirat megtalálható a szentendrei Ferenczy Múzeumban.)